# Raionul Dubăsari (RSS Moldovenească)
Raionul Dubăsari (în rusă Дубоссарский район) a fost o unitate teritorial-administrativă din RASS Moldovenească (1924–40; RSS Ucraineană) și RSS Moldovenească (1940–41; 1944–91).

## Istorie
A fost creat odată cu așa zisa entitate teritorială „autonomă” numită Republica Autonomă Sovietică Socialistă Moldovenească, creată de autoritățile sovietice în componența Ucrainei sovietice.
La 2 august 1940 raionul a intrat în componența RSS Moldovenești, iar centru raional a fost desemnat orașul Dubăsari.
Între 1941 și 1944 județul Dubăsari a făcut parte din Guvernământul Transnistriei.
Din 31 ianuarie 1952 până în 15 iunie 1953, raionul a intrat în componența districtului Tiraspol, după abolirea districtelor din RSSM a redevenit din nou în subordonare republicană.
În iunie 1959, în legătură cu extinderea raioanelor, raionul Dubăsari s-a extins pe seama raionului Grigoriopol care fusese eliminat.
La 25 decembrie 1962 a fuzionat cu raionul Rîbnița, însă doar după 2 ani (23 decembrie 1964) cele două unități au fost separate.
Pe 21 iunie 1971 a fost recreat raionul Grigoriopol, respectiv din raionul Dubăsari au fost transferate toate consiliile sătești, care aparțineau anterior acestui raion. La rândul său, la raionul Dubăsari au trecut trei consilii din raioanele vecine.